# Wody gruntowe
Wody gruntowe – wody podziemne, zalegające na większych głębokościach niż wody przypowierzchniowe. Nie podlegają bezpośrednim wpływom czynników atmosferycznych. Wody te nie podlegają zmianom temperatury w ciągu doby, cechuje je równowaga termiczna. Temperatura ich zmienia się w zależności od pór roku. Występują poniżej wyraźnej i trwale utrzymującej się strefy napowietrzenia. Ich stan sanitarny może być zarówno dobry (zazwyczaj, gdy znajdująca się ponad zwierciadłem wód gruntowych strefa aeracji ma dużą miąższość), jak i niezadowalający (gdy wody gruntowe znajdują się płytko pod powierzchnią terenu i nie są zabezpieczone przed zanieczyszczeniem). Wody gruntowe mają znaczenie przede wszystkim dla zaopatrzenia rolnictwa w wodę. Mogą być źródłem wody dla osiedli ludzkich lub zakładów przemysłowych jedynie w szczególnie korzystnych warunkach (wody niezanieczyszczone i o dużej zasobności).

## Charakterystyka
Zasoby wody w warstwie wodonośnej są zasilane przez wody opadowe, które przenikają przez warstwy przepuszczalne dla wody i zatrzymują się ponad warstwami nieprzepuszczalnymi. Poziom wód gruntowych zależy przede wszystkim od ilości opadów atmosferycznych, ale także od ciśnienia atmosferycznego oraz jej zużywania przez człowieka. Gromadzenie się wód gruntowych wymaga dziesiątków lub setek lat; z tego względu szybkie wykorzystanie powoduje jej niedobory (powolna regeneracja). Czystość wód gruntowych może być zagrożona przez chemizację rolnictwa oraz ścieki i odpady przemysłowe.

### Skład chemiczny
Wody gruntowe zawierają następujące składniki:
- Gazy: tlen (O2), dwutlenek węgla (CO2), azot (N2), metan (CH4), siarkowodór (H2S), tlenki siarki (SO2 i SO3), wodór (H2), gazy szlachetne – hel (He), argon (Ar), neon (Ne), krypton (Kr), ksenon (Xe), radon (Rn).
- Główne składniki: wodorowęglany (HCO3-), siarczany (SO42-), chlorki (Cl-), sód (Na+), potas (K+), wapń (Ca2+), magnez (Mg2+).
- Podrzędne składniki: mineralne formy azotu (NO2-, NO3-, w wodach zanieczyszczonych: NH4+, CN-, NH3), żelazo (Fe), krzem (Si), substancje organiczne.